# Marianus Scotus
Latinosan Marianus Scotus, ír néven Máel Brigte (azaz "Szent Brigitta szolgálója"), (Írország, 1028 – Mainz, 1082 vagy 1083) latin nyelven író középkori ír krónikás. Egy bizonyos Tigernach nevű szerzetes oktatta Írországban, majd 1056-ban Európába ment és életének hátralévő részét Németország írek alapította kolostoraiban töltötte (Fulda, Mainz, Köln). Mainz-ben halt meg, a mainzi dómban van eltemetve. Fő műve a Chronicon, mely a világ teremtésétől 1082-ig tárgyalja az eseményeket.

## Fordítás
- Ez a szócikk részben vagy egészben  a   Marianus Scotus of Mainz című angol Wikipédia-szócikk ezen változatának fordításán alapul.  Az eredeti cikk szerkesztőit annak laptörténete sorolja fel. Ez a jelzés csupán a megfogalmazás eredetét és a szerzői jogokat jelzi, nem szolgál a cikkben szereplő információk forrásmegjelöléseként.